# Berbești
Berbești és una ciutat situada al comtat de Vâlcea, Romania, al voltant del 78 km al sud-oest de Râmnicu Vâlcea, a la regió històrica d'Oltènia.
La llei li va concedir l'estatus de ciutat a l'octubre del 2003. El gener del 2009, tenia 5.635 habitants.
La ciutat administra cinc pobles: Dămțeni, Dealu Aluniș, Roșioara, Târgu Gângulești i Valea Mare.

## Geografia i clima
Situat al curs inferior del riu Tărâia, afluent de l'Olteț, Berbești és travessat pel 45è paral·lel nord.
Berbești limita amb la comuna Mateești al nord, la comuna Sinești al sud, Alunu a l'oest i Copăceni a l'est.

## Economia
La principal activitat econòmica és la mineria del carbó que es va iniciar als anys setanta. Després de les reformes econòmiques de finals dels anys noranta, Berbești va experimentar una recessió econòmica similar a la majoria de les ciutats monoindustrials de Romania.